# 皮節
皮節是指各條脊神經在皮膚表面的神經支配範圍分布。在人類身上，總計有八對頸神經，其中第一對頸神經不具有任何皮節分布、十二對胸神經、五對腰神經、五對薦神經。每一個皮節都有相對應的大腦感覺區，不會互相重疊或混淆。
皮節與胚胎發育的體節有很大的相關性。
皮節在胸部與腹部的分布像是一圈一圈的盤狀分布，每一節皮節都是由不同的神經節段所支配；不過在四肢部分，皮節呈現縱向分布。雖然從解剖學上來看，每個人的皮節分布相當類似，不過如果精確分析，個體間的差異具有相当的区别性意義。

## 臨床意義

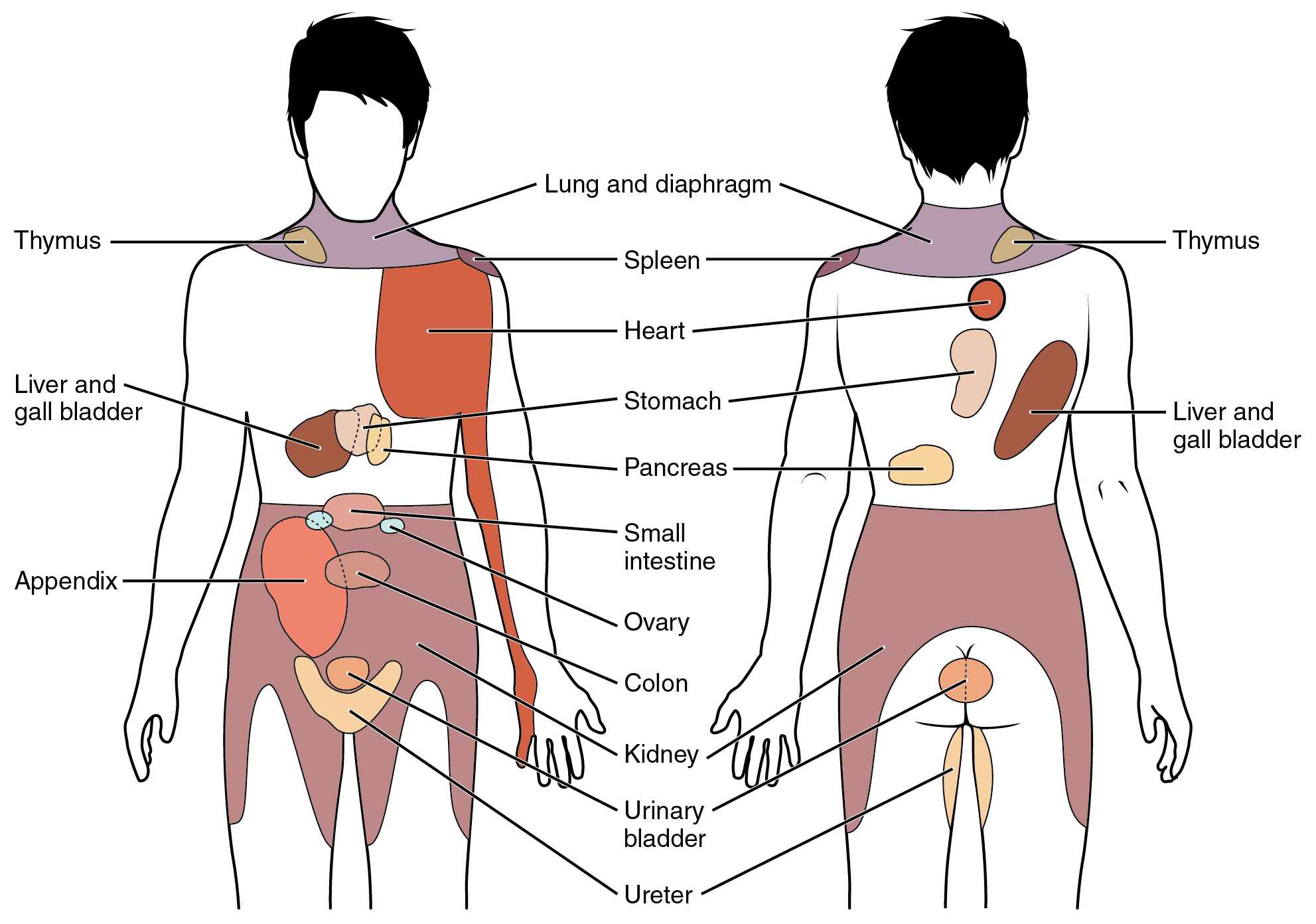
轉移痛： 內臟器官的感覺相對應到表皮的部分，由於內臟感覺神經不像皮節那麼對應一致，所以從圖中得知有些內臟的疼痛會距離原發器官距離遥遠，反之，有些則準確地從內臟投影出來。

皮節是由脊神經發出的皮膚感覺神經控制区，相對應的節段感覺喪失或是疼痛可以找出相對應的神經路徑。某群的肌肉功能喪失代表著特定節段的神經被破壞或是感染。相較於皮節的明確分段，轉移痛不遵循皮節的分布特性，因此定位較困難。轉移痛需要解決對應內臟器官的異常才能完全解決疼痛問題。
部分病毒喜好寄居在神經節之中，例如水痘帶狀皰疹病毒不僅造成疼痛，也會讓皮膚出現紅疹，形成帶狀皰疹病毒特有的沿著皮節分布方式。

## 重要的皮節與解剖學標
以下列出了一系列脊神經的皮節分布特性：

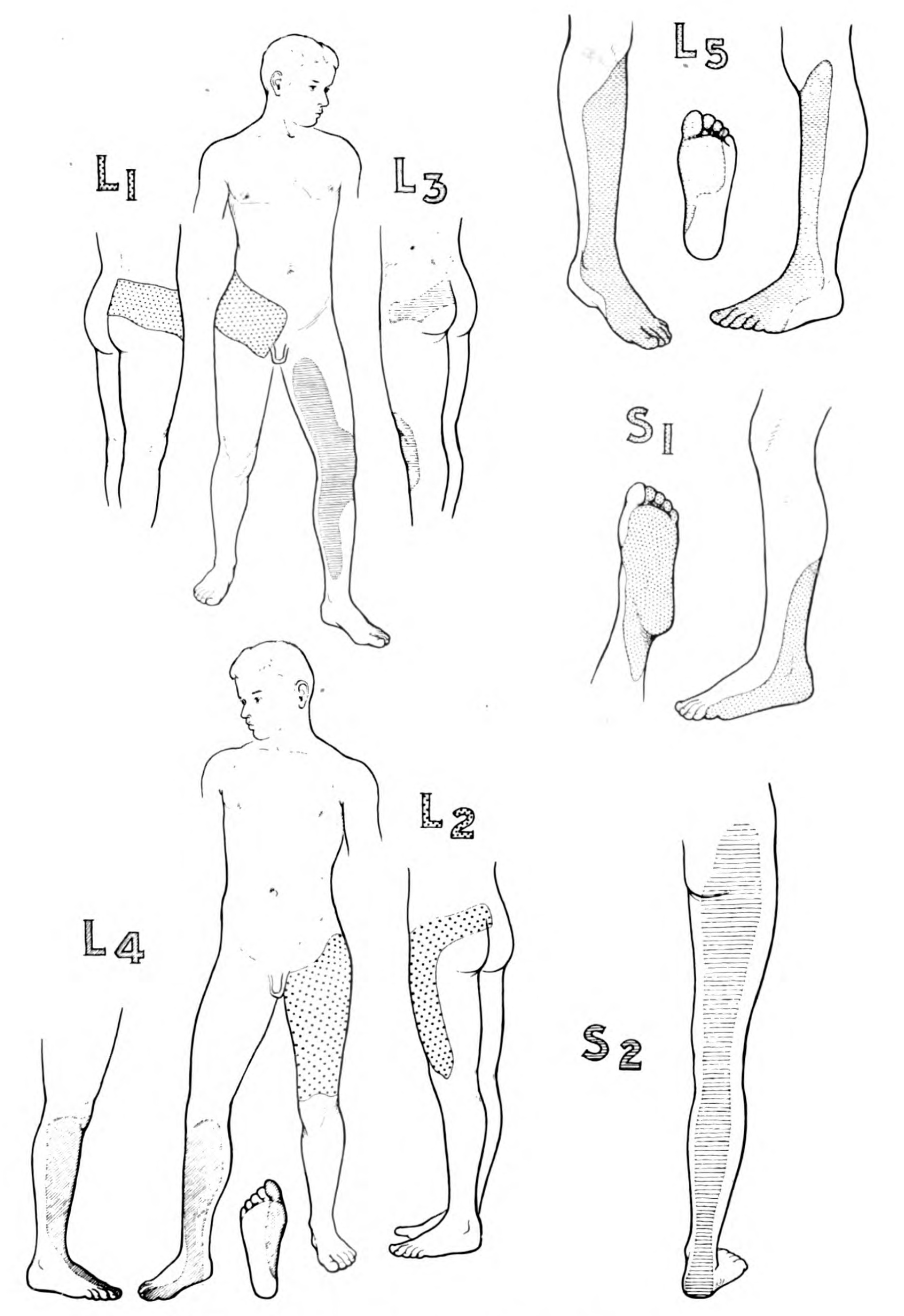
下肢小腿分布特性

- 第二頸神經：在枕骨粗隆外側1公分左右，主要分布在頭顱的後腦杓附近，另一個界線是在耳後3公分左右。
- 第三頸神經：範圍位於鎖骨上窩到兩側鎖骨中線之間。
- 第四頸神經：跨越了肩鎖關節，包括一部份肩膀。
- 第五頸神經：主要是靠近橈側或稱為外側的位置，從肩膀外側到肘窩。
- 第六頸神經：範圍包括外側前臂並到達近端大拇指
- 第七頸神經：包括了中指的範疇。
- 第八頸神經：包括了無名指、小指的感覺。
- 第一胸神經： 管控尺側或稱為內側的前臂感覺。
- 第二胸神經：位於內側上臂到腋下尖端。
- 第三胸神經：約略位在鎖骨中線間的第三肋間。
- 第四胸神經：約略位在鎖骨中線間的乳頭水平。
- 第五胸神經：約略位在鎖骨中線，介於乳頭與劍突平面之間。
- 第六胸神經：約略位在鎖骨中線間的劍突水平。
- 第七胸神經：大約位於鎖骨中線間，劍突與肚臍之間的上四分之一。
- 第八胸神經：大約位於鎖骨中線間，劍突與肚臍兩者之間。
- 第九胸神經：大約位於鎖骨中線間，劍突與肚臍之間的下四分之一。
- 第十胸神經：大約位於鎖骨中線間，肚臍的水平。
- 第十一胸神經： 大約位於鎖骨中線間，肚臍與腹股溝韌帶之間的。
- 第十二胸神經： 大約位於鎖骨中線間，腹股溝韌帶的水平。
- 第一腰神經：介於第十二對胸神經、第二對腰神經的支配範圍之間。
- 第二腰神經：在前外側大腿，位於腹股溝韌帶與股骨內上髁之間。
- 第三腰神經：股骨內上髁附近的感覺。
- 第四腰神經：在內踝附近的感覺。
- 第五腰神經：足背與道第三到第五指骨之間的感覺。
- 第一薦神經：在跟骨的外側
- 第二薦神經：在膕窩中點。
- 第三薦神經：坐骨或臀部皺褶這個區域。
- 第四薦神經與第五薦神經：在肛門周圍區域。

## 其他圖片

下肢的皮節分布
足部的皮節分布
足部的皮節分布
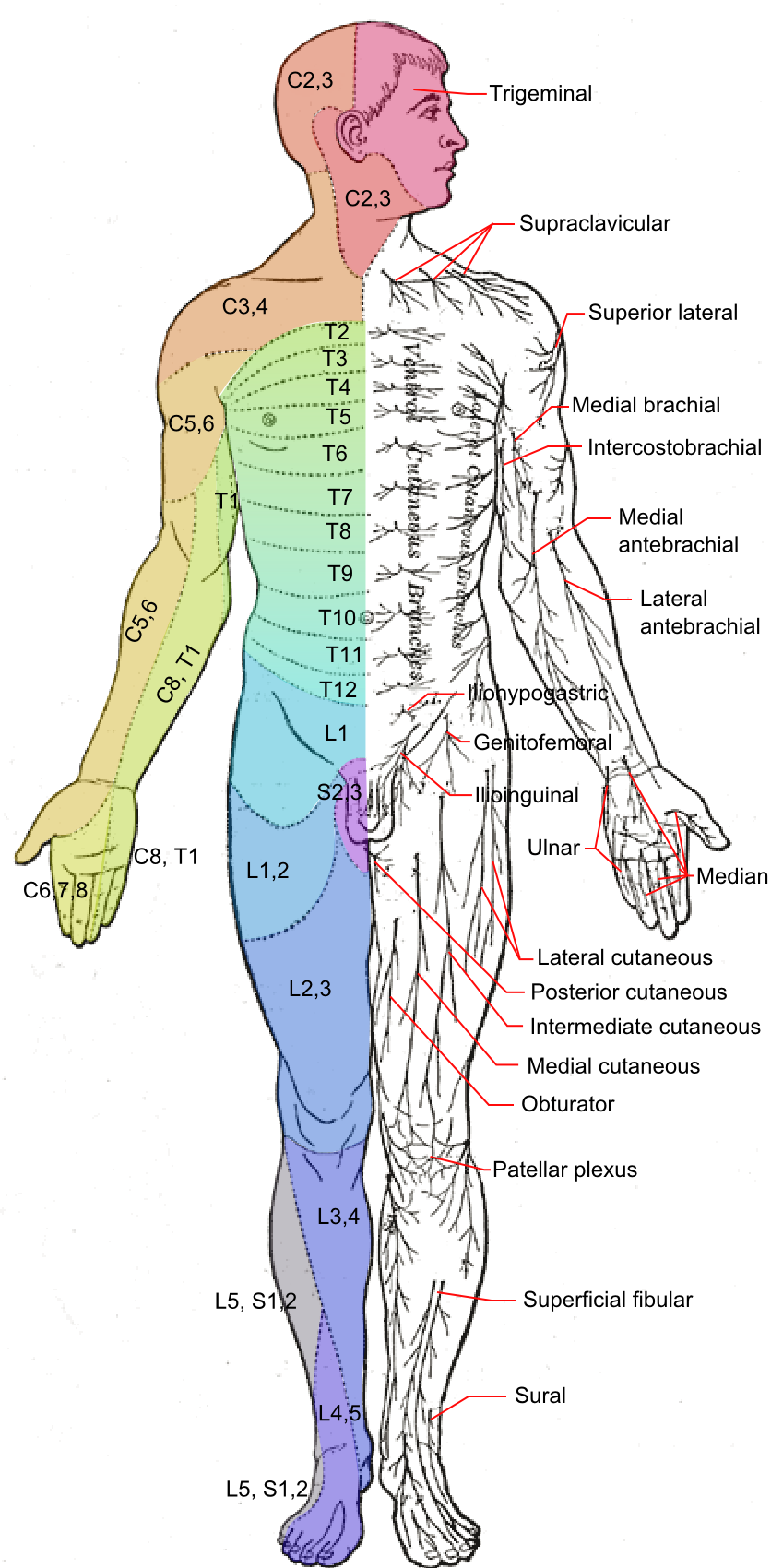
身體正面主要的皮節與神經穿通支
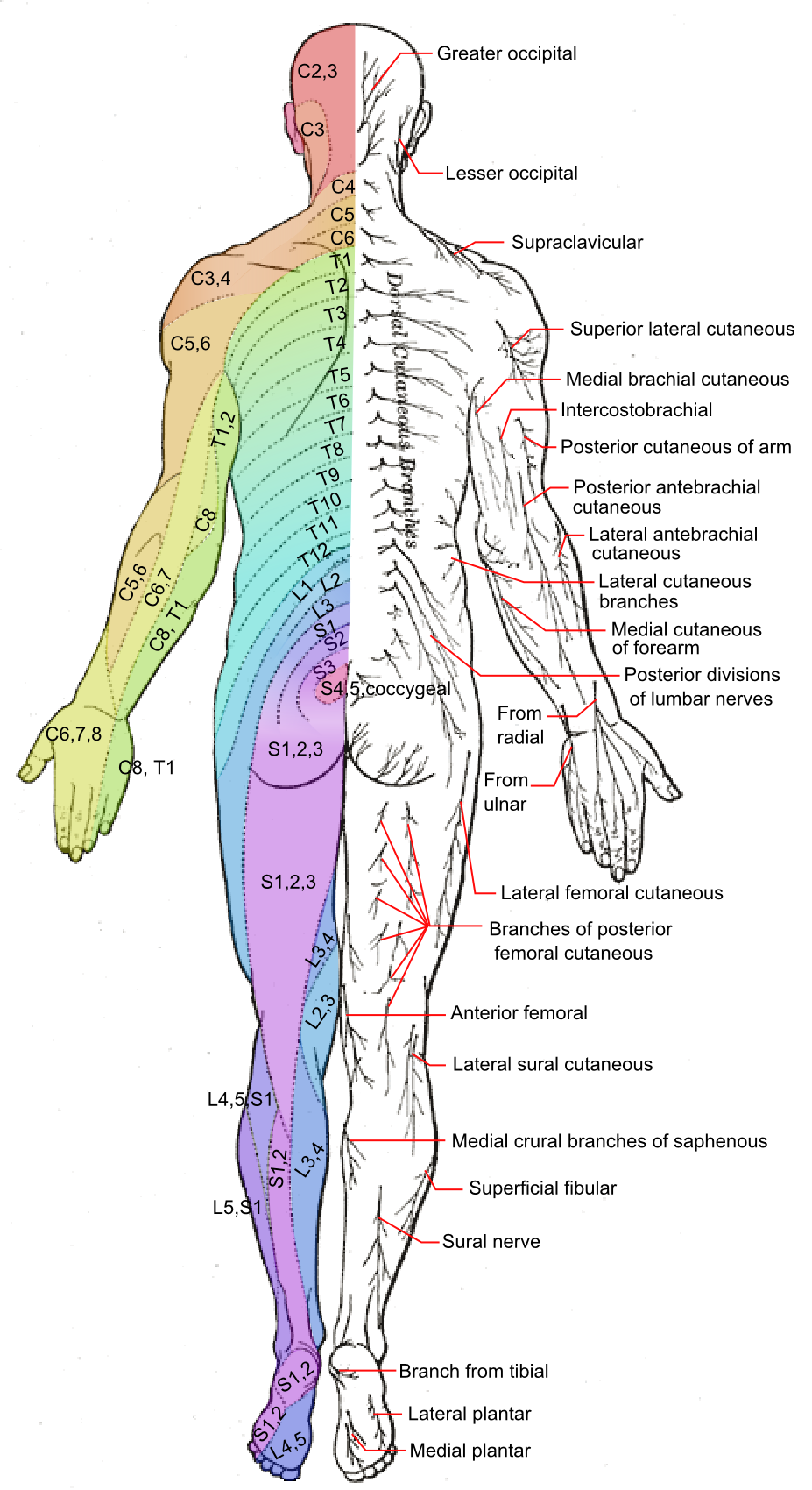
身體背面主要的皮節與神經穿通支